# Diapaga
Diapaga is een stad in Burkina Faso en is de hoofdplaats van de provincie Tapoa.
Diapaga telde in 2006 bij de volkstelling 9563 inwoners.
De gemeente grenst in het westen aan Niger en in het zuidwesten aan Benin.
Diapaga ligt aan de autoweg N19.